# Chris Brown (calciatore)
Chris Brown (Durham, 11 dicembre 1984) è un ex calciatore inglese, di ruolo attaccante.

## Carriera
In carriera ha vinto la seconda (2005), la terza (2013) e la quarta (2004) divisione inglese: ha vinto la quarta e la seconda categoria consecutivamente con le maglie di Doncaster Rovers e Sunderland, conquistando anche la terza divisione al suo ritorno a Doncaster, quasi dieci anni dopo il successo in quarta serie.
L'11 gennaio 2007 il Norwich City rileva il cartellino di Brown per € 475.000. Il 10 gennaio 2008, quasi un anno dopo, il Preston lo acquista in cambio di € 0,6 milioni.

## Palmarès

### Club

#### Competizioni nazionali
- Football League Two: 1

Doncaster: 2003-2004
- Football League Championship: 1

Sunderland: 2004-2005
- Football League One: 1

Doncaster: 2012-2013